# Doskład
Doskład – dostarczenie przez redakcję do przygotowalni (studia DTP) pewnej niewielkiej porcji materiału w późniejszym terminie niż główna część zlecenia, często na ostatnią chwilę. Typowym doskładem są np. ogłoszenia ekspresowe, aktualności, spis treści i wstępniak (artykuł otwierający numer). Doskładem są także materiały dostarczone z opóźnieniem z powodu niedotrzymania terminu przez redakcję.
Pojęcie doskładu funkcjonuje od czasów fotoskładu i przeszło kolejno do DTP (tu używane jeszcze częściej). Wcześniej, w czasach zecerstwa, formowanie kolumn było procesem znacznie wolniejszym, a więc siłą rzeczy znacznie lepiej planowanym czasowo i dającym mniejsze możliwości realizowania materiału w pośpiechu. Odpowiednikiem (ale w ograniczonym stopniu) doskładu w zecerstwie były tzw. „gorące kolumny” z miejscem pozostawionym do wypełnienia w późniejszym terminie.